# Polo en Amérique
Pour plus de détails, voir Fiche technique et Distribution.
Polo en Amérique (titre original suédois : Pelle Svanslös i Amerikatt) est un long métrage d'animation suédois réalisé par Jan Gissberg, sorti au cinéma en Suède en 1985. 
C'est un dessin animé de fantasy animalière adapté des romans pour la jeunesse de Gösta Knutsson mettant en scène le chat Pelle Svanslös.

## Fiche technique
- Titre français : Polo en Amérique
- Titre original : Pelle Svanslös i Amerikatt
- Réalisation : Jan Gissberg
- Pays d'origine :  Suède
- Langue : suédois
- Format : couleur
- Son : Dolby
- Durée : 78 minutes
- Date de sortie : Suède : 14 décembre 1985